# Kenyanthropus platyops
Kenyanthropus platyops Leakey et al., 2001 è una specie di ominide estinta del Pliocene, vissuta tra 3,2 e 3,5 milioni di anni fa.
I resti fossili sono stati rinvenuti a Lomekwi in Kenya nel 1999. È l'unica specie conosciuta di questo genere.

## Ritrovamenti
Fu scoperto da Justus Erus dell'équipe di Meave Leakey, nel 1999 a Lomekwi in Kenya. I resti fossili (molto deformati) appartenenti a questa nuova specie consistono in una trentina di frammenti di un cranio molto largo e dalla faccia piatta provvisto di piccoli denti. L'età dello strato in cui sono stati ritrovati stimata è tra 3,5 e 3,2 milioni di anni.

## Etimologia
Il nome Kenyanthropus platyops, derivante dal greco, fu attribuito dalla Leakey e significa Uomo del Kenya dalla faccia piatta.

## Caratteristiche e ipotesi evolutive

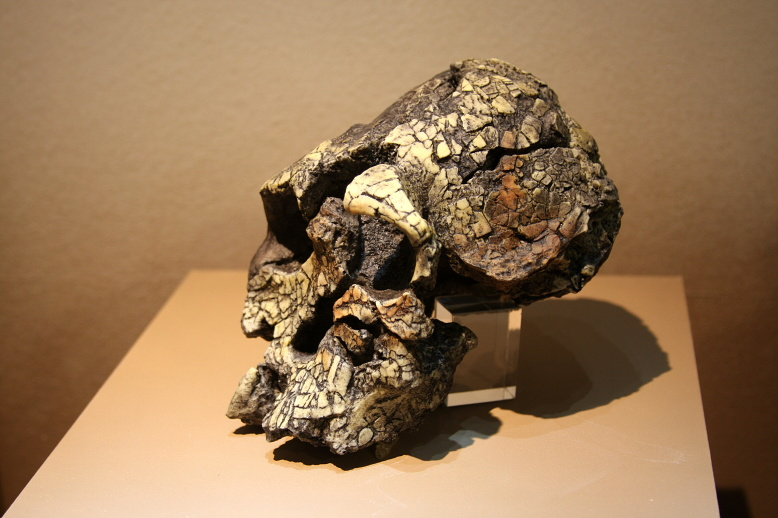
Il cranio del Kenyanthropus platyops.

I fossili mostrano una larga faccia piatta e ossa del piede che sembrano indicare un'andatura eretta. I denti sono intermedi tra quelli delle scimmie antropomorfe e quelli umani.
Il Kenyanthropus aveva un foro uditivo piccolo, come quello dei moderni scimpanzé e altre caratteristiche comuni agli ominidi primitivi come il cervello piccolo; si differenzia però per le ossa mandibolari alte e un piano piatto dietro all'osso del naso che gli conferisce il caratteristico aspetto a faccia piatta.
Secondo alcuni paleoantropologi il Kenyanthropus non rappresenterebbe un taxon a sé stante, in quanto il reperto di riferimento (KNM-WT 40000) è così deformato e mineralizzato che non è possibile identificare con certezza le sue caratteristiche morfologiche. Potrebbe essere una varietà di Australopithecus afarensis, vissuto nello stesso periodo e nelle stessa area,  o una specie di Australopithecus e quindi da classificare come A. platyops. Secondo altri, la faccia piatta è simile al reperto KNM ER 1470 dell'Homo rudolfensis, e quindi sarebbe già un antenato del genere Homo. In attesa di ulteriori e più significativi ritrovamenti il dibattito rimane aperto.
Secondo l'antropologo Daniel Lieberman della George Washington University, tra 3,5 e 2 milioni di anni fa c'erano parecchie specie di umanoidi ben adattate alla vita del particolare ambiente in cui vivevano e che si evolsero attraverso una complessa serie di diversificazioni nota come radiazione adattativa.